# Alé (album)
Alé è l'ottavo album in studio della cantante Alexia, pubblicato nel 2008.

## Descrizione
L'album, di soli inediti, è il primo autoprodotto. Esso contiene 11 tracce che esprimono tutta la maturità e il bisogno di cambiare dell'artista, che si affida a nuove esperienze musicali come il rock abilmente mescolate con il pop che manifestano la sua voglia di comunicare con la stessa grinta e potenza vocale che la contraddistingue, dopo essere stata assente dal panorama musicale per tre anni.
Il lavoro è strettamente autobiografico, racconta momenti di gioia, momenti di paura e di sconforto, ma mostra anche una veste più attenta ai problemi che ci circondano lungo il cammino della vita, mentre a tratti osserva l'evoluzione della società, che cambia e purtroppo non in modo positivo.
Scritto interamente dalla stessa Alexia, con la partecipazione di Carlo Gargioni e Alberto Salerno nel brano Un attimo nell'infinito.
L'album è uscito nei negozi di dischi il 27 giugno 2008, mentre è stato reso disponibile sui portali musicali per il download digitale dal giorno precedente.
Il 24 luglio 2009 è uscita una nuova edizione dell'album con l'aggiunta del brano sanremese Biancaneve, per Germania, Austria e Svizzera.

## I singoli
Il primo singolo promozionale Grande coraggio è uscito il 30 maggio. Il brano è principalmente dedicato agli atleti di Pechino 2008, dove la cantante ha tenuto un concerto, organizzato da Radio Italia, 1ª tappa del suo World Tour 2008.
Il secondo singolo promozionale Guardarti dentro è uscito il 19 settembre. Per questa ballata, è stato girato un videoclip con un cast di volti noti della televisione e del cinema italiano, tra cui Roberto Farnesi, Rossella Brescia, Primo Reggiani e Kledi Kadiu. Viene presentato ufficialmente a Domenica in il 26 ottobre.
La canzone L'immenso è stata incisa con il nome Nowhere (Caffè remix) all'interno della compilation Emporio Armani Caffè 4 che verrà destinata agli Emporio Armani Stores di molti paesi nel mondo, tra cui Italia, Stati Uniti d'America, Inghilterra, Spagna, Francia, Germania, Emirati Arabi Uniti, Russia, Cina e Giappone.

## Tracce
Testi e musiche di Alessia Aquilani e Massimo Marcolini, eccetto nel brano Un attimo nell'infinito in cui sono presenti come autori Carlo Gargioni e Alberto Salerno.
1. Grande coraggio - 3:58
2. Occhi negli occhi - 3:36
3. E non sai - 3:53
4. Guardarti dentro - 3:59
5. Il branco - 3:49
6. Estate - 4:14
7. Mio padre - 4:32
8. Il folletto - 4:08
9. Ale - 3:30
10. Un attimo nell'infinito - 4:23
11. L'immenso - 4:33

## Formazione
- Alexia – voce
- Stefano Brandoni – chitarra
- Marco Barusso – basso, chitarra
- Giorgio Secco – chitarra
- Lorenzo Poli – basso
- Lele Melotti – batteria
- Umberto Iervolino – tastiera, programmazione, pianoforte, organo Hammond
- Giorgio Cocilovo – chitarra